# スルト (リビア)

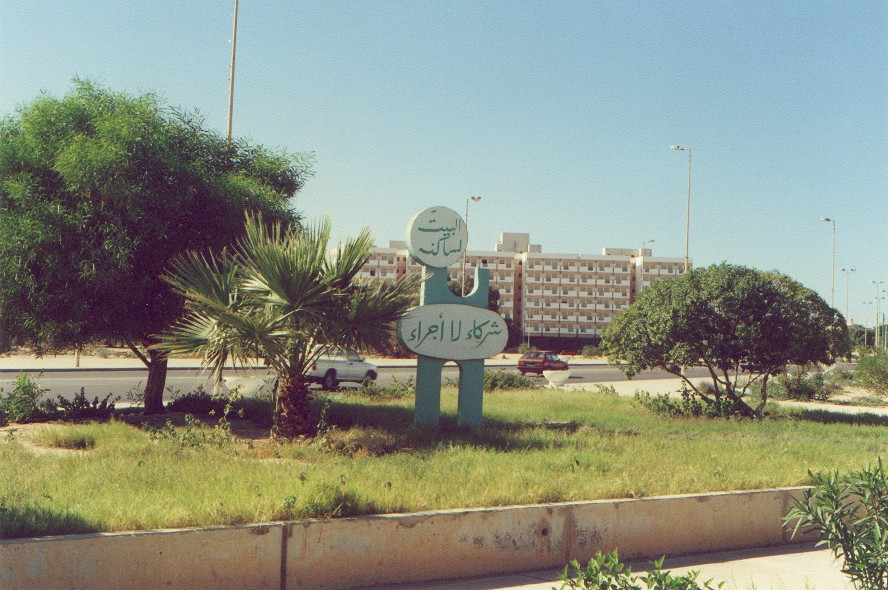
スルト

スルト（アラビア語：سرت）は、リビアの都市。2024年の人口は約13万人。
シドラ湾沿岸に位置し、トリポリタニア東端の都市である。スルト県の県都。トリポリとベンガジを結ぶ幹線沿いに位置し、さらにここからフェザーンの中心都市であるセブハへの道路も分岐する要衝である。1942年にムアンマル・アル＝カッザーフィーがここで生まれた。

## 歴史
かつてシドラ湾は大シルティス（Syrtis Major、現在のチュニジアにある小シルティスとの区別のため「大」をつけられた）と呼ばれており、スルトという地名はこれに由来する。スルト周辺にはフェニキアの植民市マコメデス＝エウファランタ（Macomedes-Euphranta）があり、地中海南岸の街道の要衝であったが、歴史的に重要な中心地となったことはなかった。
トリポリタニアに興ったカラマンリー朝の崩壊後、1842年にオスマン帝国はトリポリタニアの支配再建のためにマルサト・アル・ザアフラン（Marsat al Zaafran、「サフランの港」）要塞を建設した。この要塞は後にカスル・アル・ザアフラン（Qasr al Zaafran、「サフランの城」）、カスル・セルト（Qasr Sert）と呼ばれた。1912年にイタリアがこの地を占領した後、要塞は修復されその周囲にスルトの町ができあがった。スルトは第二次世界大戦後に石油採掘により小さな町から都市へと発展した。

### 大リビア・アラブ社会主義人民ジャマーヒリーヤ国時代

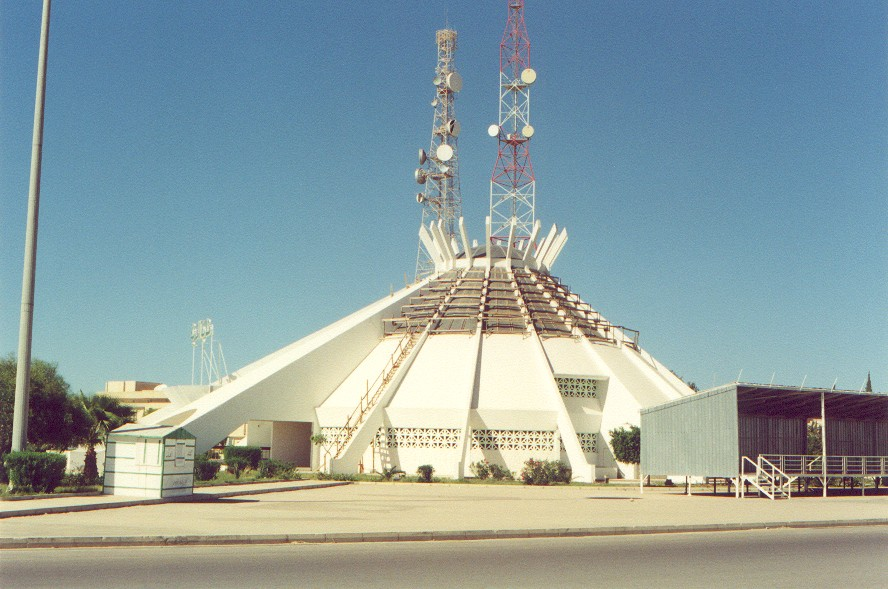
スルトにある人民会議場（Mathābah al-Madīnah）

スルトの南20㎞のカスル・アブー・ハーディー（Qasr Abu Hadi）のテントで生まれ、スルトの学校に通ったカッザーフィーが1969年のクーデターにより権力を握ると、カッザーフィーは自らの親族や出身部族のカッザーファ部族から積極的に登用を行ったため、スルトはカッザーフィー政権の強固な支持基盤となった。カッザーフィーの根拠地であると同時にトリポリタニアに属するとはいえ中心からは遠く離れており、リビアを構成するトリポリタニア・キレナイカ・フェザーンの三地方からほぼ等距離にあるため、テント型の巨大な国際会議場ワガドゥグー・コンベンションセンターが建設され、行政機関や全国人民会議（国会に相当）等がこの町に移されるようになった。
1999年9月9日、アフリカ統一機構の首脳会議がスルトで開催され、カッザーフィーからアフリカ連合が提案された。
2007年10月にはダルフール紛争の講和会議がスルトで開催された。
2008年から2009年にかけて、スルトを首都トリポリや第二の都市ベンガジと結ぶ鉄道の建設計画が中国鉄建やロシア鉄道と交わされた。

### リビア内戦以降
2011年リビア内戦においては、スルトはカッザーフィー体制支持の姿勢を打ち出し、市民による反政府蜂起は起こらず、8月23日に首都トリポリが陥落し、カッザーフィー政権が事実上崩壊した後も、カッザーフィー派が立てこもり抗戦の拠点とした。降伏を促す勝利したリビア国民評議会（反カッザーフィー派）の投降勧告にも応じなかったため、スルトでは両派による激しい市街戦が起こった。2011年10月20日、リビア国民評議会がスルトを制圧すると同時に、カッザーフィーを拘束（後に死亡）したことにより、カッザーフィー派と国民評議会の内戦は幕を降ろすこととなった。
2015年現在、リビアはイスラム系のトリポリ政府、世俗派のトブルク政府、その他の中小武装勢力が割拠している状態で再び内戦に発展しかねない状況下にあり、スルトはISIL系武装勢力の実効支配下にある。背景にはリビア内戦で最大の激戦地となった事に加え、カッザーフィーを最後まで支持し、匿っていた事による新政府からの冷遇や、進まない戦後復興への不満が原因と考えられる。
2016年5月12日、リビア統一政府側の民兵組織はスルト奪還作戦の開始を発表。イスラム国勢力側に攻勢をかけ、同年中に市内の大部分を奪還している。